# 奥洛穆茨市政厅
奥洛穆茨市政厅（捷克语：Olomoucká radnice）是捷克共和国摩拉维亚城市奥洛穆茨的市政厅，位于上城广场。

## 历史
1261年，普热米斯尔·奥托卡二世授予奥洛穆茨城市权，1378年授权摩拉维亚藩侯乔斯特卢森堡建造，同年奠基开工。1410年建造木结构建筑，1415年停工，1417年市政厅烧毁，1420年改建石建筑，包括奥洛穆茨天文钟。1443年完成。奥洛穆茨市政厅在二战中损坏，1947-1955年重建。 

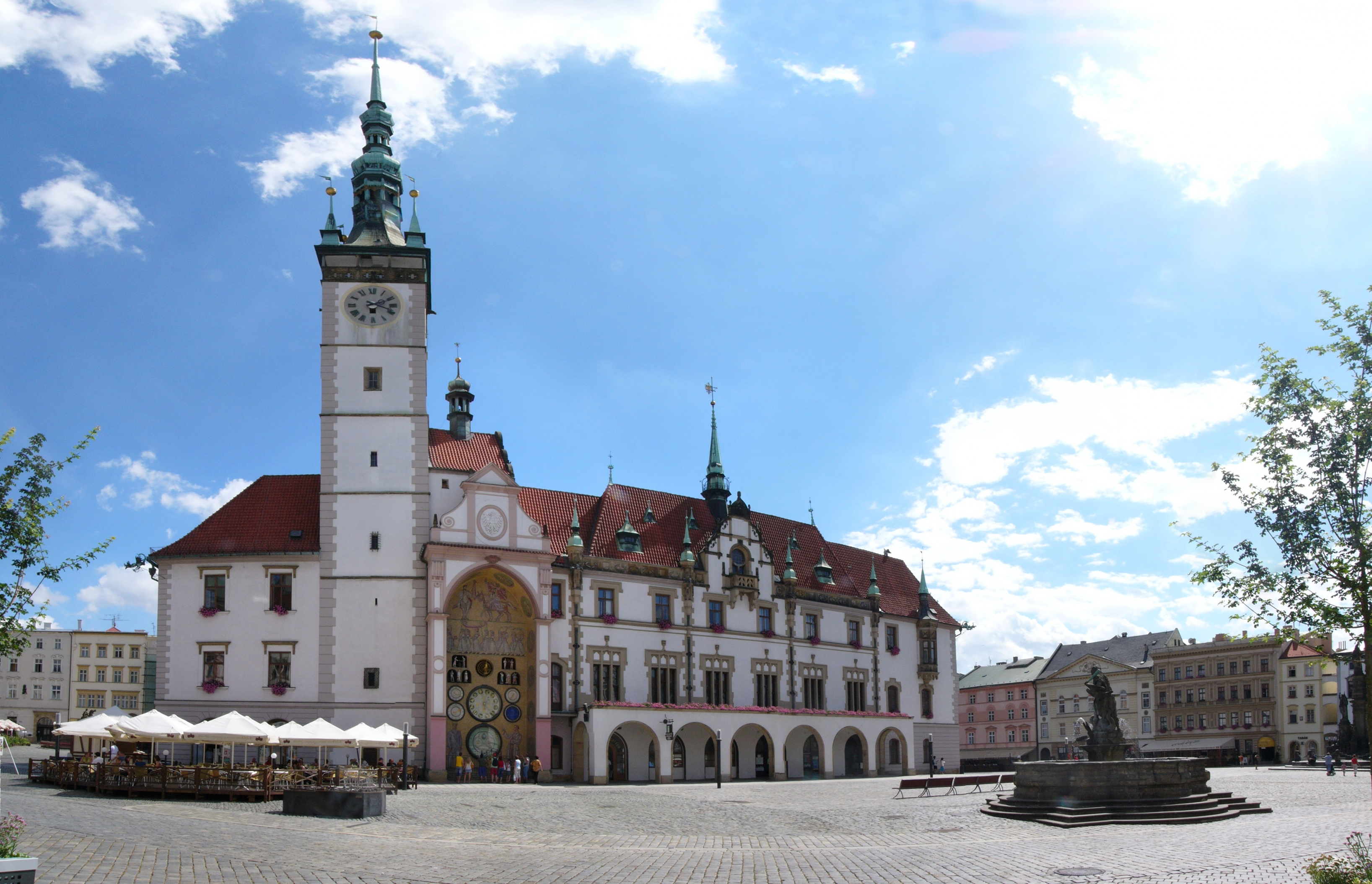
奥洛穆茨市政厅
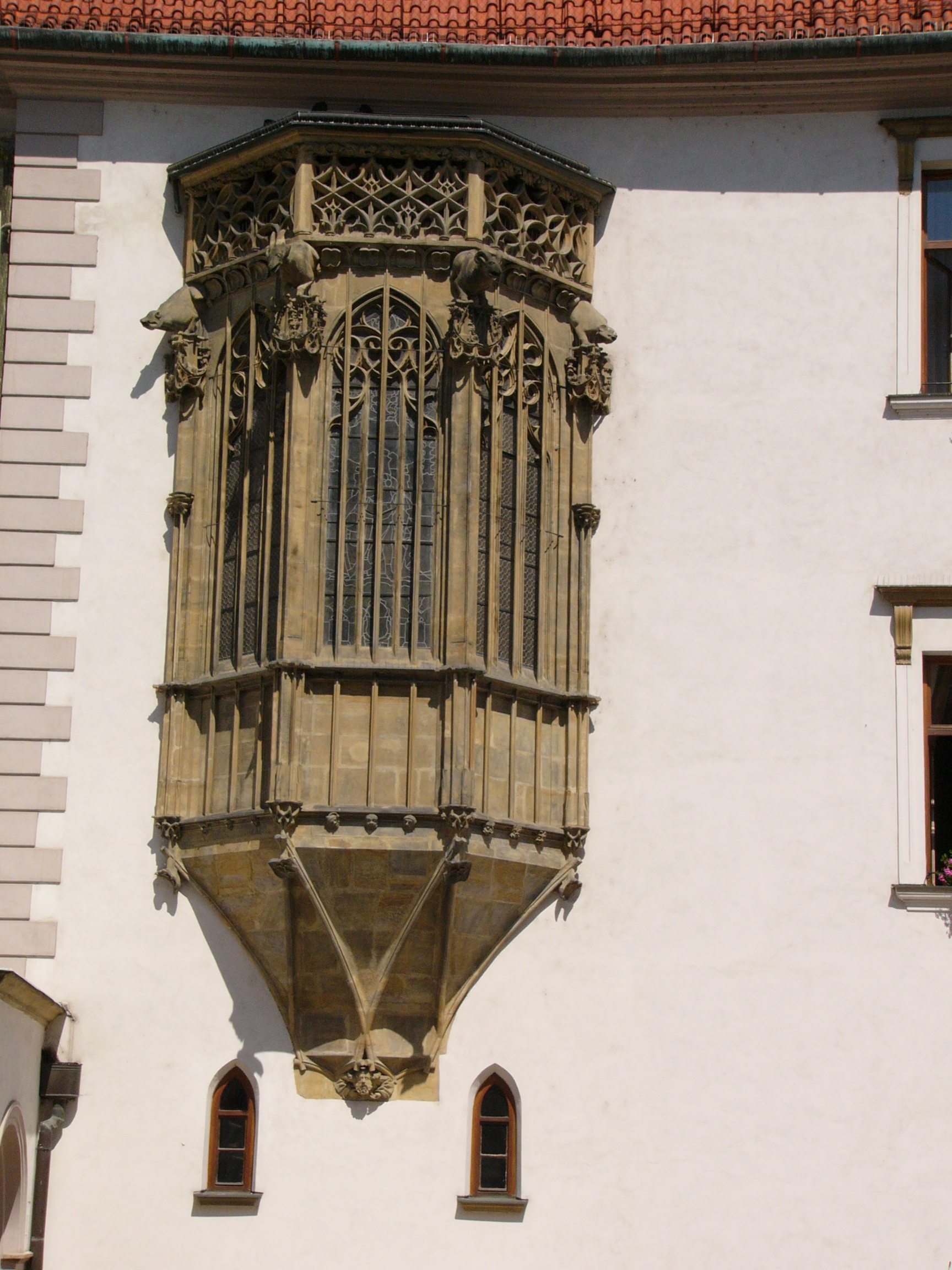
天文钟
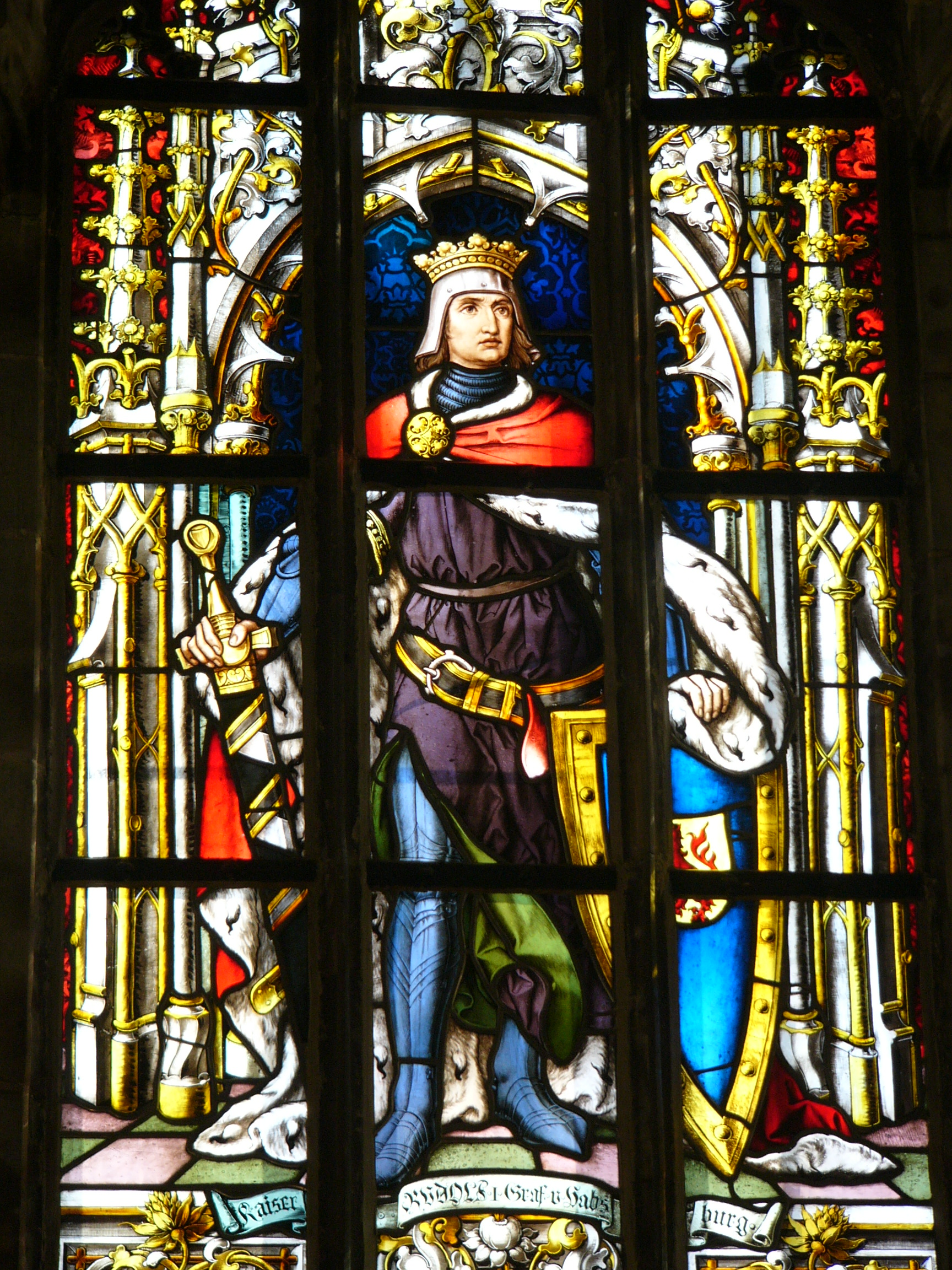
花窗玻璃